# La chispa de la vida
La chispa de la vida es una película española de 2011, dirigida por Álex de la Iglesia y protagonizada por José Mota y Salma Hayek. Se estrenó el 13 de enero de 2012. Fue rodada en la ciudad de Cartagena.

## Argumento
Roberto (José Mota) es un publicista en paro. Nadie recuerda que él fue el inventor del eslogan "Coca-Cola: La chispa de la vida", y no encuentra trabajo. 
Como hace habitualmente desde hace dos años, Roberto se levanta muy temprano en la mañana para buscar trabajo. Cuando recurre a un viejo amigo, que ahora es jefe de una gran compañía, empieza el día más gris de la vida de Roberto, rechazado por aquel viejo amigo, que parece no recordar el talento de éste. Es entonces que para volver a sus días felices, va al hotel "Paraíso" de Cartagena, donde pasó la luna de miel con su esposa, Luisa (Salma Hayek).
Sin embargo, en lugar del hotel se encuentra con la inauguración de un museo alrededor de un teatro romano, recientemente descubierto. Intentando averiguar qué pasó con el Hotel Paraíso, llega accidentalmente a una zona restringida solo para obreros de la excavación. Inesperadamente, el vigilante del museo lo sorprende; Roberto se asusta e intenta escapar  y se aferra a una estatua colgado de una gran grúa. Cuando ya no puede sostenerse más cae sobre unas estructuras de hierro, clavándosele una barra en la cabeza. Ha tenido mucha suerte, la barra de hierro no ha dañado ningún nervio crucial, él está consciente y no tiene ninguna función cognitiva afectada. Debido a que los periodistas estaban ya presentes por la inauguración del museo, se produce una gran conmoción mediática y aparece en todos los canales de televisión nacional. Roberto llama a su esposa, Luisa, quien al llegar está, naturalmente, afectadísima. El drama familiar protagoniza ahora la historia. En esta situación, Roberto considera utilizar su condición de repentina estrella mediática para asegurar el futuro de su familia, a lo que Luisa se opone completamente.

## Reparto
- José Mota interpreta a Roberto Gómez, publicista creador del archiconocido eslogan "La chispa de la vida".
- Salma Hayek interpreta a Luisa Gómez, esposa de Roberto.
- Fernando Tejero interpreta a Juan Gutiérrez "Johnny", un representante de artistas contratado por Roberto.
- Manuel Tallafé interpreta a Claudio, un guardia jurado.
- Juan Luis Galiardo interpreta a Alfonso, el Alcalde.
- Antonio Garrido interpreta al doctor Andrés Velasco.
- Antonio de la Torre interpreta a Kiko Segura
- Juanjo Puigcorbé interpreta a Álvaro Aguirre
- Blanca Portillo interpreta a Mercedes San Román, arqueóloga y directora del Museo.
- Carolina Bang interpreta a Pilar Álvarez, reportera de España Directo.
- Eduardo Casanova interpreta a Lorenzo Gómez, hijo de Roberto y Luisa.
- Nerea Camacho interpreta a Bárbara Gómez, hija de Roberto y Luisa.
- Joaquín Climent interpreta a Javier Gándara, antiguo jefe de Roberto.
- Santiago Segura interpreta a David Solar, antiguo amigo de Roberto.
- José Manuel Cervino interpreta al Presidente.

## Recepción

### Premios

#### Premios Goya
26ª edición de los Premios Goya
| Categoría                 | Nominados   | Resultado |
| ------------------------- | ----------- | --------- |
| Mejor actriz protagonista | Salma Hayek | Nominada  |
| Mejor actor revelación    | José Mota   | Nominado  |

- Datos: Q867000